# Puerto del Carmen
Puerto del Carmen, ein ehemaliges Fischerdorf, liegt im Gebiet der Gemeinde Tías und ist der wichtigste und größte Touristenort der Kanareninsel Lanzarote. Der Badeort bietet Platz für etwa 35.000 Gäste. Hauptsächlich Briten und Deutsche, gefolgt von Skandinaviern und Spaniern bilden das Publikum.

## Geografie
An der verkehrsberuhigten Uferpromenade säumen auf einer Länge von etwa acht Kilometern unzählige Appartementhäuser und diverse Hotels die hellen Sandstrände Playa Grande und Playa de los Pocillos. In Richtung Arrecife schließt sich die Playa Matagorda an, die dortigen Appartementanlagen liegen in Hörweite des Flughafens.

## Ortsbild
Der Ort weist eine auf ganzer Länge durchgängige Bebauung vom Strand bis zu den aufwärts gelegenen Appartementanlagen in der dritten und vierten Reihe auf. Die unterschiedlich breiten Sandstrände werden von der Strandstraße (Avenida de las Playas) begrenzt. An dieser Straße konzentriert sich das touristische Leben. Sie ist gesäumt von Bars, Restaurants, Boutiquen, Supermärkten und Spielhallen.
Weiter im Landesinneren macht sich Brachland breit. Es ist geprägt von Bauerwartungsland und Schuttruinen, in kleinem Umfang wird noch etwas Landwirtschaft betrieben.
Relativ beschaulich gibt sich der alte Ortskern (Punta Tiñosa) im Hafengebiet am westlichen Ortsrand. Vom Hafen legen Ausflugsschiffe ab, Wassertaxis verbinden mit dem benachbarten Puerto Calero.

## Küstenwanderwege

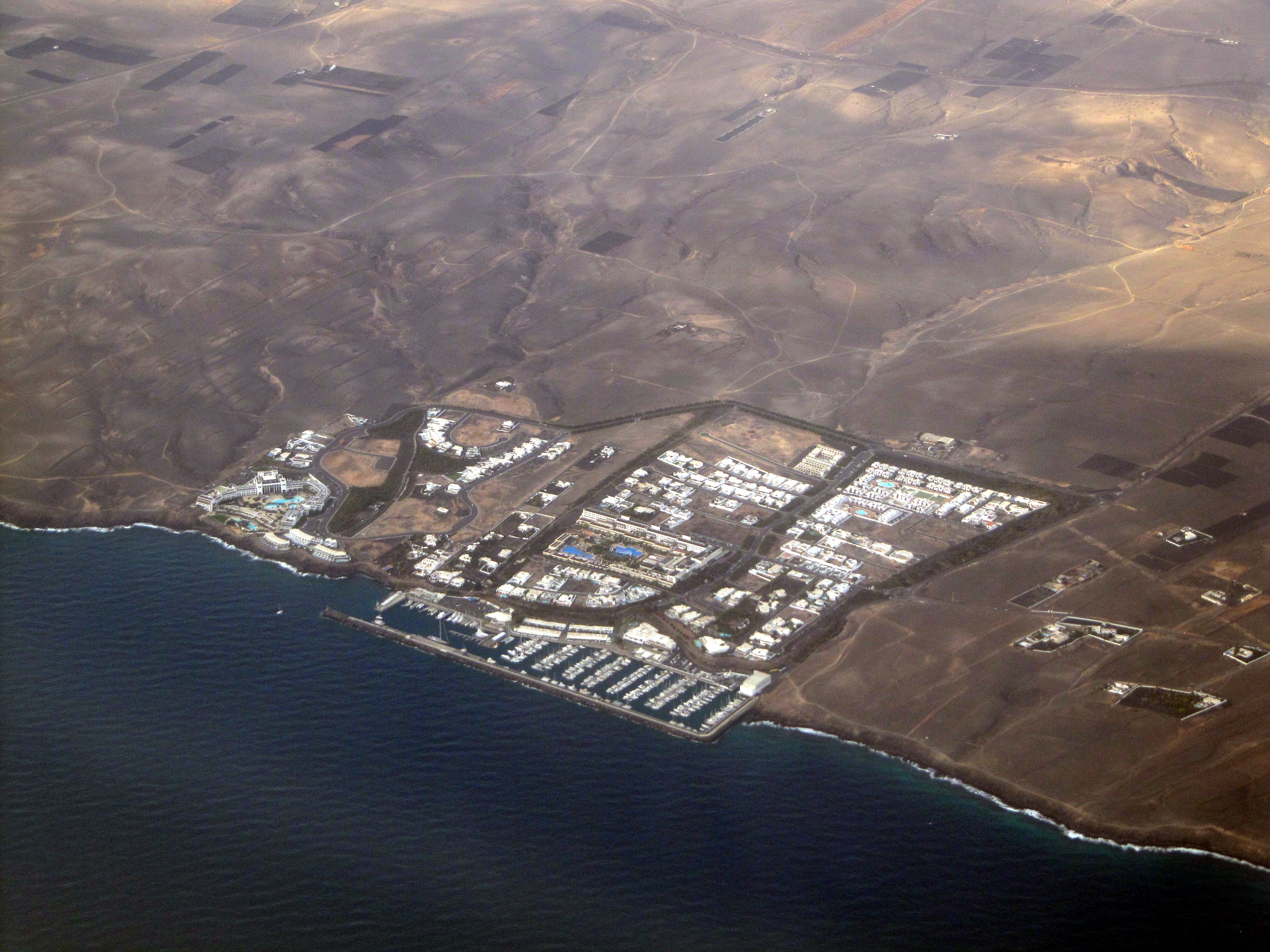
Küstenpfad nach Puerto Calero, Luftaufnahme

Vom Hafen am westlichen Ortsrand kann auf einem Küstenpfad in einer guten Stunde zum Yachthafen Puerto Calero gewandert werden. Von dort führt der Pfad zum ehemaligen Fischerdorf Playa Quemada und weiter auf einem markierten Bergpfad durch den Barranco de la Higuera in das Bergdorf Femés hinauf.
Ein beliebter Spaziergang beginnt in der Urbanisation Matagorda am östlichen Rand von Puerto del Carmen. Immer auf der Uferpromenade bleibend kommt man in etwa zwei Stunden nach Arrecife (gute Busverbindung zurück). Für Planespotter interessant: Der Weg verläuft unmittelbar an der Einflugschneise des Flughafens Lanzarote entlang.

## Regelmäßige Veranstaltungen
Jährlich im Mai findet hier seit 1992 der Ironman Lanzarote (Ironman Lanzarote Canarias) statt – eine Triathlon-Sportveranstaltung über die Ironman-Distanz (3,86 km Schwimmen, 180,2 km Radfahren und 42,195 km Laufen).

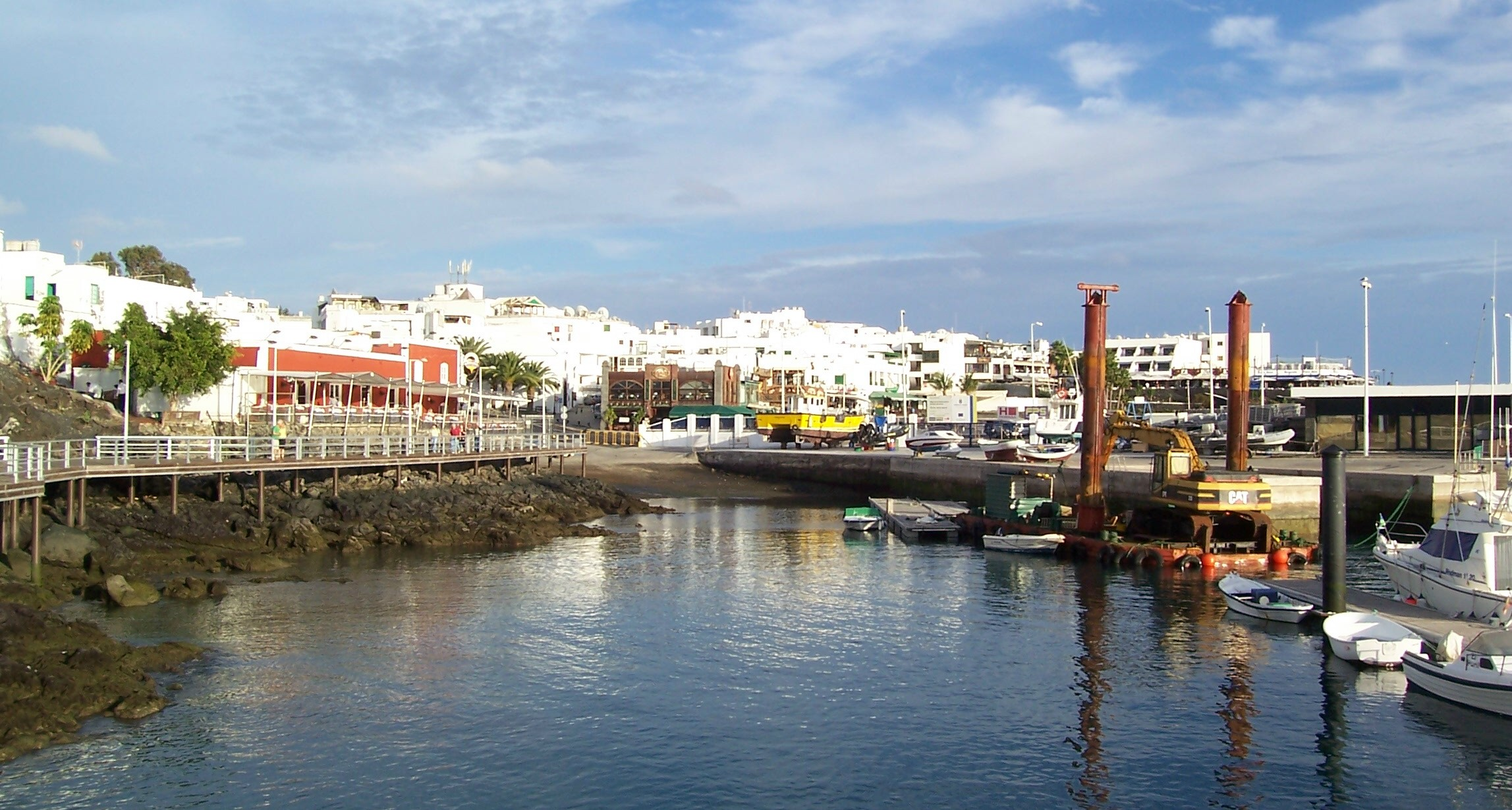
Der alte Hafen, in der Mitte links das historische Restaurant La Casa Roja
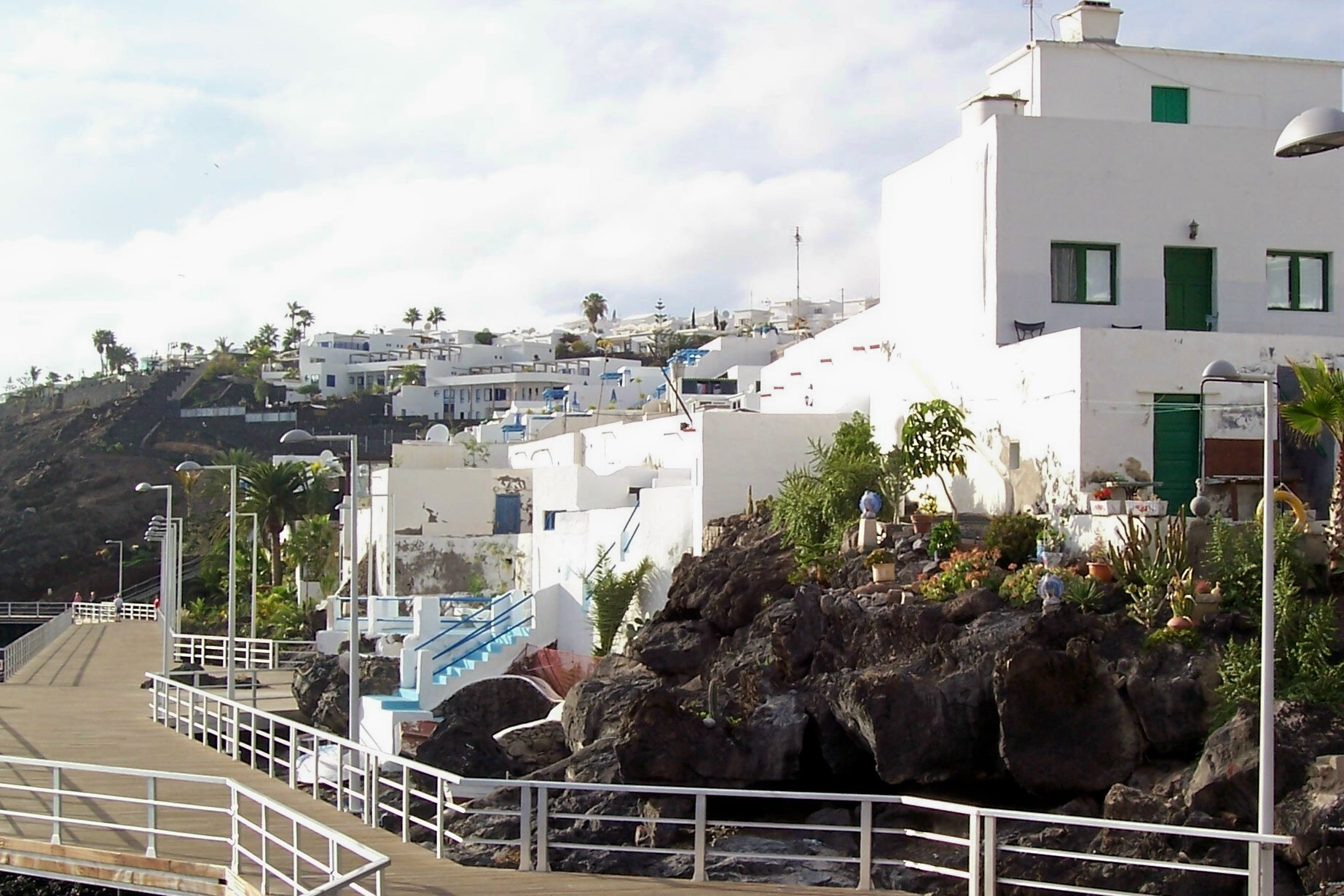
Im alten Hafen von Puerto del Carmen
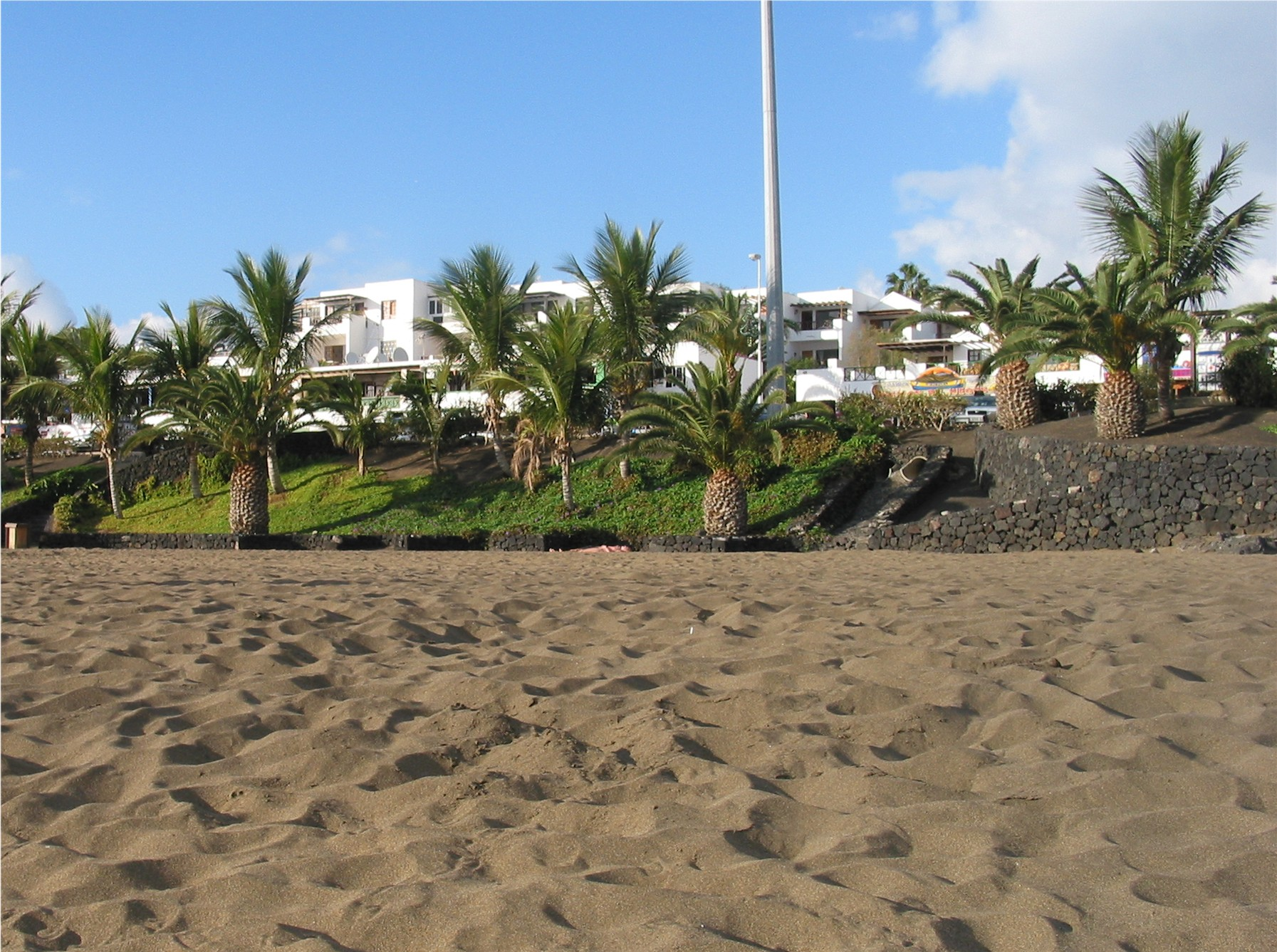
Blick vom Strand auf die Avenida de las Playas
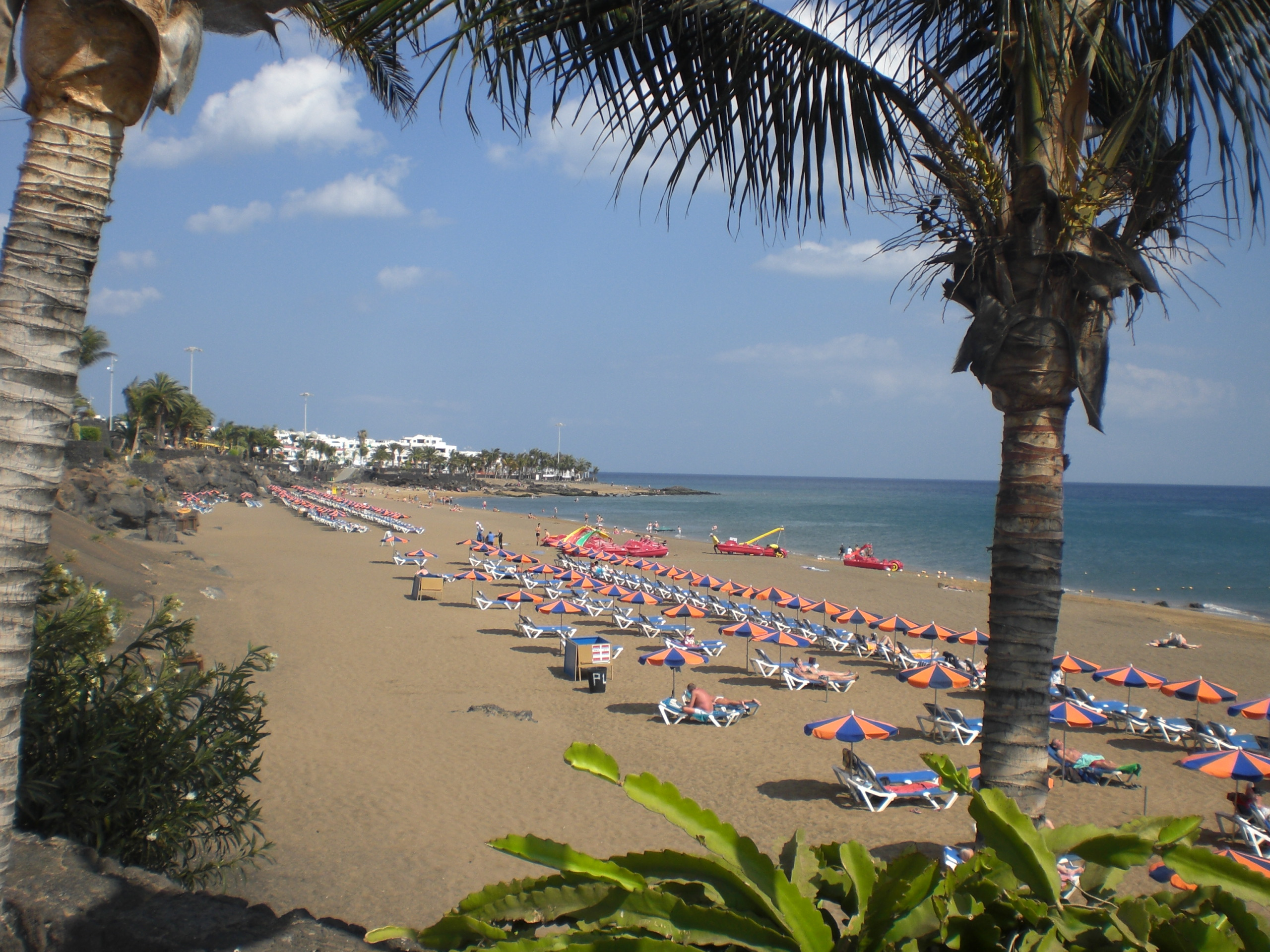
Playa Grande

## Sport
Die Frauen vom Club Balonmano Puerto del Carmen spielten in der höchsten spanischen Liga Handball.